# اچ‌ام‌اس کامپرداون (دی۳۲)
اچ‌ام‌اس کامپرداون (دی۳۲) (به انگلیسی: HMS Camperdown (D32)) یک کشتی بود که طول آن ۳۷۹ فوت (۱۱۶ متر) بود. این کشتی در سال ۱۹۴۴ ساخته شد.